# New York Athletic Club
New York Athletic Club es un club multideportivo dedicado a la promoción del deporte, con sede en Nueva York y fundado en 1868.

## Historia
Es uno de los clubes deportivos más antiguos de los Estados Unidos. Se fundó en 1868 por Henry Buermeyer, John Babcock y William Curtis. La premisa fundamental del club es hacer crecer y desarrollar el deporte amateur en los Estados Unidos
En los Juegos Olímpicos de San Luis 1904 la competición de waterpolo se desarrolló por clubes y el New York Athletic Club ganó la medalla de oro para los Estados Unidos.
Sus deportistas han ganado más de 120 medallas de oro en las ediciones de los Juegos Olímpicos en las que han participado.

## Deportistas célebres
Entre los waterpolistas célebres se encuentran: Louis de Breda Handley, Joseph Ruddy, Wolf Wigo.